# Никола Пековић (хармоникаш)
Никола Пековић (Краљево, 23. децембар 1991) српски је солиста на хармоници и музичар.

## Биографија
Музичко образовање започиње у  у Музичкој школи „Стеван Мокрањац”, у класи професорке Марије Вукићевић у Краљеву. Пековић је први студент Факултета уметности у Нишу који је завршио трећу и четврту годину студија у једној академској години, те је један од најуспешнијих студената поменутог факултета и доцент на овој високошколској установи.  Добитник је повеље и сребрне значке као најбољи студент основних и мастер студија. Основне и мастер студије завршава у класи професора Миљана Бјелетића. Специјалистичке студије је окончао у Шпанији 2016. године на академији Musikene – Centro superior de musica del Pais Vasco, а докторске у Португалији, на Универзитету у Евори.
Нишки Факултет уметности издао је Николин први солистички албум са класичном музиком на хармоници. Заштитно је лице италијанске фабрике за хармонику Бугари и Фонда за младе таленте Србије. Добио је медаљу од врховног Атамана руске Козачке војске 2012. године.
Добитник је бројних првих награда на такмичењима, попут Светског трофеја у Русији и Шпанији, Светског купа хармонике у Канади, на Интернационалном такмичењу за хармонику у Словенији и Грчкој и Интернационалном такмичењу за хармонику Звездане Стазе у Крагујевцу. Био је и вицешампион на Међународном такмичењу у Украјини.
Заједно са сестром Бојаном годинама одржава концерте у Сава центру, Коларчевој задужбини, итд.

### Ја имам таленат
Наступао је са својом сестром Бојаном у ТВ такмичењу Ја имам таленат 2012. године и односе победу, спајајући музику на хармоници и певање уз гусле. Дискографска кућа ПГП РТС издаје њихов заједнички албум под називом Небеско је увек и довека.

## Дискографија

### Албуми
- Никола Пековић - Хармоника[12] (2014)
- Небеско је увек и довека (2015)